# Enicospilus corculus
Enicospilus corculus là một loài tò vò trong họ Ichneumonidae.